# Hiroto Tanaka
Hiroto Tanaka (jap. 田中 裕人, Tanaka Hiroto; * 26. April 1990 in der Präfektur Osaka) ist ein japanischer Fußballspieler.

## Karriere

### Verein
Hiroto Tanaka erlernte das Fußballspielen in der Jugendmannschaft von Gamba Osaka sowie in der Universitätsmannschaft der Kansai-Universität. Seinen ersten Vertrag unterschrieb er 2013 bei Júbilo Iwata. Der Verein aus Iwata, einer Großstadt in der Präfektur Shizuoka, spielte in der höchsten Liga des Landes, der J1 League. Ende 2013 musste er mit Iwata den Weg in die zweite Liga antreten. 2015 wurde Iwata Vizemeister der J2 und stieg nach zwei Jahren Zweitklassigkeit wieder in die erste Liga auf. 2016 wurde er an V-Varen Nagasaki ausgeliehen. Mit dem Verein aus Nagasaki spielte er in der zweiten Liga, der J2 League. 2017 wurde er vom ebenfalls in der zweiten Liga spielenden Ehime FC aus Matsuyama ausgeliehen. Nach Ende der Ausleihe wurde er Anfang 2018 von Ehime fest verpflichtet. 2021 belegte er mit Ehime den 20. Tabellenplatz und stieg in die dritte Liga ab. Nach über 160 Ligaspielen wechselte er im Januar 2023 zum Zweitligisten Blaublitz Akita.

### Nationalmannschaft
Hiroto Tanaka spielte 2007 einmal in der japanischen U17-Nationalmannschaft. Hier kam er bei der U-17-Fußball-Weltmeisterschaft in Südkorea im Gruppenspiel der Gruppe D gegen Frankreich zum Einsatz.

## Erfolge
Júbilo Iwata
- Japanischer Zweitligavizemeister: 2015  ▲